# Скудость материала
«Скудость материала» (ивр. דלות החומר‎) — стиль в израильском изобразительном искусстве, существовавший в 60-е, 70-е и 80-е годы XX века. Характеристики стиля включают использование «бедных» художественных материалов в сочетании со свободным художественным и критическим отношением к социальной реальности и к мифам израильского общества.
Среди художников, создавших свои произведения в стиле «скудости материала» — Рафи Лави, Яир Гарбуз, Михаль Неэман, Тамар Геттер, Иегудит Левин, Нахум Тевет, Генри Шелезняк, Михаэль Друкс и другие.

## Возникновение стиля
«Вы не живёте во дворцах эпохи Возрождения. Так же, как для итальянца естественна работа с мрамором, здесь материалом для художественного выражения является фанера. Она освещает место скудного бытия. С этим типом материала израильский художник чувствует себя в своей тарелке. Этот материал является частью детских впечатлений, и в нём есть жизненная сила, связанная с нашей жизнью здесь».
Истоки стиля «скудости материала» можно обнаружить при рассмотрении исторической ретроспективы израильского изобразительного искусства. Название стиля произошло от названия выставки «Скудость материала как направление в израильском искусстве», состоявшейся в Тель-Авивском музее в марте 1986 года. Выставку курировала Сара Брейтберг-Сэмель. Брейтберг-Сэмель, занимавшая в тот период должность куратора музея израильского искусства, представила эту выставку как итог и продолжение серии выставок «Художник — общество — художник» (1979) и «Другое веяние» (1981). В своей научной работе Брейтберг-Сэмель стремилась отделить локальное израильское искусство от международного стиля искусства того времени, описывая израильских художников с социально-эстетической точки зрения и анализируя их отношение к европейской художественной традиции.
Стиль, по её мнению, возник под влиянием европейского и американского искусства, в частности, поп-арта, арте поверы и концептуального искусства. Другим фактором, имевшим центральное значение для Брейтберг-Сэмель, являлся один из аспектов, который она называла «эстетическим», происходящим от интерпретации герменевтико-талмудической еврейской традиции, отводящей тексту центральное место в культуре.
Опыт Брейтберг-Сэмель в развитии концепции «скудость материала» представлен чёткой исторической линией начиная с произведений художников «Новых горизонтов». Эта группа художников разработала стиль абстрактной живописи, называемый «лирической абстракцией», в рамках которого художники создавали формальную абстракцию реальности в сопровождении эффектов экспрессионизма. Последователи этих художников, Авива Ури и Арье Арох, в качестве эстетической модели использовали «скудость материала» по отношению к строгой материальности художественных средств, сочетая абстракцию с подразумеваемой иконографией.
В 60-е годы первое поколение художников, приверженцев стиля «скудости материала», сотрудничало с авангардистской группой «Десять плюс». Эта группа, в творчестве которой отсутствовали эстетико-идеологические оттенки, объединилась под международными художественными влияниями, используя новые материалы и техники, такие как фотографии (для создания двумерных произведений), художественные фильмы и новаторские для Израиля произведения видео-арта.
Визуально стиль «скудость материала» отражал эти различные художественные влияния, причём в средствах массовой информации предпочтение отдавалось трёхмерным произведениям живописи и скульптуры. В общем, можно сказать, что характеристикой этого стиля является использование скудных (бедных) материалов, отождествляемых с израильским обществом, таких как панели из фанеры («фанера»), картон, коллажи, фотографии в виде коллажей, промышленные краски, использование в художественных работах письменных строк. Путём применения этих материалов и методов намеренно предполагалось придать художественным работам видимость поверхностных. Эта видимость соответствовала арс поэтике, сопровождаемой социальной и политической критикой художников в израильском обществе.

## «Это очень близко тебе»
Название выставки, — «Скудость материала», подразумевало цитату из книги «Второзаконие»: «Это очень близко тебе». Эта цитата подчёркивает художественную концепцию творчества, которую Брейтберг-Сэмель трактовала как светско-модернистскую с элементами иудаизма. Некоторые работы, по определению Брейтберг-Сэмель, были лишены религиозного смысла, например, такие как работа Рафи Лави «Не существует стены, нет стен, нет Августы Виктории» или другие произведения, созданные «на основе религиозной тематики и объединённые признаком эстетического восприятия». Эта идея получила развитие в эссе «Агриппас против Нимрода» (1988), в котором Брейтберг-Сэмель выразила желание сформулировать светскую плюралистическую концепцию в ракурсе еврейской традиции.
Отождествление иудаизма с абстрактным искусством появилось ещё в далёком прошлом, так как иудаизм опирался на иконоборческие традиции ортодоксального иудаизма в духе запрета на создание изображений идолов, содержащегося в «Десяти заповедях». В 1976 году появилась идея перевести на иврит статью американского искусствоведа Роберта Пинкуса-Виттена, опубликованную в первом номере журнала «Понятие». В письменной форме яркую интерпретацию этой концепции можно найти в критике произведений некоторых израильских художников, таких, как например, Арье Арох, работы которого стали каноническими для Рафи Лави и его современников. «Эстетическое восприятие» было как будто подготовлено импульсными произведениями самих художников, как письменное свидетельство по отношению к еврейской талмудической традиции, как деятельность внутри государства и как сионистское критическое выражение иудаизма. В работах Брейтберг-Сэмель такие художники были охарактеризованы собирательным образом «обездоленного сабры», оторванного как от еврейской, так и от европейско-христианской традиции.

## Рафи Лави — «тель-авивский подросток»
«Никто кроме Рафи не знает, как сделать функциональное красивым. Не используемо-красивым, а полезным».
В статье Брейтберг-Сэмель, куратора выставки «Скудость материала», художник Рафи Лави идентифицирован как представитель стиля. Работа Лави отражала идею «тель-авивского» города — смеси европейского сионистского модернизма с безнадзорностью и упадком. На протяжении многих лет образ самого Лави трактовался как образ «сабры-интеллектуала» (одетого в шорты и растрёпанного, в простых резиновых башмаках), c утверждением эстетики этого образа Рафи-художника, прогуливающегося по городу; образа, наделённого значимостью. Картины Лави, содержащие «детские каракули», коллажи из журнальных фотографий и рекламные проспекты культурных мероприятий Тель-Авива, этикетки с надписью «голова» или «герань» и, особенно, заготовки фанерных листов фиксированного размера 120 см с надписями белого цвета на них, стали отличительными признаками приверженности художника к стилю «скудость материала».
Разрабатывая чёткий визуальный язык, Лави стремился к тому, чтобы обсуждение его работ носило формальный характер. В интервью он опровергал интерпретацию своих произведений как превышение уровня «языка искусства» в формулировке модернистской эстетики. Несмотря на чёткую иконографию своих работ, Лави утверждал, что эти образы не являются исторически значимыми. Кроме того, использование коллажей и художественных техник, лишённых «ореола» и разработанных в соответствии с представлением Лави и Брейтберг-Сэмель, разрушало значение визуального изображения. Вместе с тем, ученики Лави, поддерживая формалистический аспект своего творчества и постоянно ссылаясь на модернистскую традицию, воплощали также визуальные образы, которые противоречили дидактическому разделению «формы» и «содержания», характерному для работ Лави.
Яир Гарбуз отзывался о Лави как о мальчике-подростке. В течение нескольких лет Лави давал Гарбузу частные уроки живописи, а позже Гарбуз стал старшим преподавателем в «Мидраше» — колледже для преподавателей изобразительного искусства. Работы этих лет, отражающие связь между признаками идентичности «предприятия сионистов», стали неотъемлемой частью популярной культуры.
Двумерные работы Гарбуза 70-х и 80-х годов XX века представляли собой смесь журнальных и документальных фотографий, текстов, организованных в композиции с отсутствием чёткой иерархии. Некоторые работы, такие как «Арабы проходят тихо» (1979) или «Жизнь арабов в деревнях похожа на жизнь наших предков в древние времена» (1981), содержали стереотипы «прибыли» в израильском обществе. В произведении, размещённом в 11-м выпуске журнала «Восклицательный знак» (май 1980), Гарбуз воспроизвёл репродукцию из газеты «Давар», на которой был изображён автопортрет Винсента Ван Гога под заголовком «Ван Гог в Тель-Авиве». Под репродукцией Гарбуз разместил своеобразное пунктирное стихотворение c иллюстрированными строчками, объясняющими значение работы. К этой работе был присоединён ряд работ, в которых он представил свою практику в качестве израильского художника в Израиле, изображённом как далёкая периферия или анахронизм. В то же время двумерные работы Гарбуза представляли собой произведения видео-арта, инженерные установки и другие подобные художественные структуры.
Генри Шелезняк, уроженец Америки, создал в своей работе систему коллажей под влиянием американского искусства поп-арта, с портретом Авраама Линкольна в качестве атрибута «американизма», используя израильскую арт-сцену, что было отражено в различных статьях прессы. В этой системе Шелезняк показал моральный аспект создания искусства и место, которое в нём занимает израильский художник и его работа. В другой серии работ была использована «тель-авивская эстетика», которая играла важнейшую роль в его работе. Так, например, в репродукциях известных произведений искусства были изменены цвета и лаковое покрытие «старых мастеров» Европы. «В переводе на иврит» на изображения «были нанесены пятна, грязь, и в таком виде они предстали на „должном уровне“ в коллаже на фанерной доске. Рядом с портретами авторов популярных романов о художниках, таких как, например, Ирвинг Стоун (в 1980 году Шелезняк прикрепил его фотографию из газеты на фасад Тель-Авивского музея) художник изобразил директора музея Марка Шепса, голова которого была очерчена кругом. Вслед за статьёй о Шелезняке, Адам Барух описал и выставку Яакова Дорчина, друга Шелезняка.
В своих работах  70-х годов для создания коллажа природы Михаль Неэман использовала фотографии. В этих произведениях художница объединила различные стили с целью подчеркнуть ограниченность языка визуального описания, а также сходства и различия в визуальном контексте. Практика объединнения или конфликтные утверждения указывали на искажение языка описания. Описания, отражающие эстетику «скудости материала», представляли собой «целевой» текст, написанный как доказательство краха семиотического традиционного представления об изображении. Примеры этому можно найти в работах, таких как «Интеллектуальная рыба и птицы» (1977) или «Евангелие от птиц» (1977), объединяющих изображения, точно воспроизводящие рыб и птиц, в гибридных монстров. В других работах, таких как «Ваня и дождевание» (1975), конфликт между текстовым и визуальным содержанием работы выражен в сексуальном ракурсе.
Несмотря на заметную связь с феминизмом, работы Иегудит Левин предназначены более для выражения личности и менее для выражения интеллекта, в отличие от работ других студентов Лави. Большая группа работ Левин была создана из фанеры в конце 70-х и начале 80-х годов XX века. Эти произведения представляют собой абстрактные композиции из окрашенной фанеры и пиломатериалов, часто в сочетании с фотографиями, расположенными у стены. Названия работ, такие как «Велосипед» (1977) или «Принцесса во дворце» (1978), соответствуют бытовой тематике. Несмотря на то, что эти работы являются трёхмерными, они интересны своеобразным изображением поверхности. Её художественное воспроизведение словно «разбивает раму и распространяется в пространстве».
Подобный подход, но без психологического контекста, содержащегося в работах Левин, можно найти и в произведениях скульптора Нахума Тевета. Минималистичные работы, созданные Теветом, вызывают двойственное отношение к трёхмерному пространству. В своих интервью Тевет определил мотив этих произведений как результат обучения искусству у Лави: «В некоторой степени моё творчество — реакция на место, где я учился живописи у Рафи Лави. Он предлагал рисунок, проникнутый напряжённостью и внутренними отношениями, а я стремился выразить связь между картиной как объектом и окружающей средой — миром».
Его работы того периода заключались в распределении и организации рабочих поверхностей. В инсталляционной композиции, созданной в 1973—1974 годах, Тевет расположил фанеру, окрашенную в белый цвет, на стульях. Внешний вид работы указывает на эстетическое влияние минималистского искусства с выделением непостоянства его образов. В другой работе, „Кровати“ (1974), Тевет продемонстрировал прямоугольную фанеру, окрашенную в белый цвет, к которой присоединены ноги, превращающие двумерную поверхность картины в „скульптурный объект“. Другая трактовка на протяжении многих лет заключалась в стремлении придать работе формальные аспекты, особенно на фоне биографии Тевета как бывшего члена кибуца. Восприятие фанеры, как „картины“, и размещение на ней художественного произведения отражает амбивалентное отношение Тевета к рабочей поверхности.

## Колледж искусства
В 1966 году Лави присоединился к группе преподавателей „Колледжа для учителей искусств“, расположенного в Рамат Ха-Шарон. Его ученики Михаль Неэман, Иегудит Левин и другие впоследствии сами стали преподавателями этого учреждения. Как группа, они были представителями художественной гегемонии вслед за „Новыми горизонтами“.
Методика преподавания в колледже была центральным звеном искусства и современной эстетической дискуссии, настоятельно предлагавшей традиционные методы обучения, такие как художественные классы рисования и живописи с натуры. Педагогический подход основывался на том, что поскольку искусство того времени отражало многие формы новой деятельности, реальная возможность преподавать современную технику полностью исключалась. Таким образом, школа пыталась подготовить студента искусства в основном, как художника, предполагая, что он разовьёт свои технические навыки в соответствии с его художественными потребностями.
Этому педагогическому подходу были подвержены многие академические дисциплины в колледже. „Я отвергаю все академические степени и академизацию изучения искусства в любой форме, — говорил Лави в диалоге с Пинкасом Коэном-Ганом, — не верю, что можно ставить оценки и не думаю, что можно судить искусство“. Отвечая на отсутствие художественного решения, Лави отмечал, что в колледже создан институт общественной критики. В рамках этой критики, которую часто называли „церемонией“, приглашались преподаватели для общественного обсуждения студенческих работ.
„Критика“ отражала важность и приоритет личности и статуса преподавателя в учебном процессе. Циби Геба, который был студентом колледжа, а затем стал его преподавателем, описывал, как центральная фигура Лави воспринималась в мире искусства: »… Мы получили всё, благодаря Рафи Лави. Человек «сидел на кране»; он был, можно сказать, законодательной и исполнительной властью, был окном в мир, и мы приобретали образование через его призму". Кроме образования колледж предоставлял для избранных выпускников также право принадлежности к «художественному направлению». В соответствии с этим Лави организовывал выставки выпускников. В мае 1974 года он составил «Буклет», в котором представил избранные работы художников. Среди них были работы Неэман, Тевета, Давида Гинтона и других; эти работы получили много отрицательных отзывов. Галерея «Рос», располагавшаяся в северной части Тель-Авива, также последовательно представила работы художников новой школы. Позднее групповая выставка художников переехала в галереи «Julie М» и «Гивон» в центре Тель-Авива.

## Борьба за центр: Тель-Авив и Иерусалим
Благодаря выставке «Скудость материала» группа тель-авивских художников стала центром израильского искусства тех лет. В отличие от «халуцим социализма», они предлагали светский Тель-Авив под флагом нематериальной эстетики и в свете еврейского самосознания. Самосознание усиливало этот аспект, укрепляя личные и рабочие взаимоотношения между художниками. В своей статье «О Раффи…» (1999), Яир Гарбуз (студент Лави), представил работу своего учителя с новаторской точки зрения: «Мы не вдруг стали художественным центром, оставаясь провинциалами […] В каком-то смысле Рафи рисовал и преподавал как один из „халуцим“ (пионеров). Чтобы здесь что-то вырастить, надо было делать работу хорошо». Не следует делать вывод, что, возможно, развитие модернизма периода до появления «скудости материала» воспринималось этими художниками как увертюра абстракции, сопровождаемая эстетическим тоном романтики, тоном, воспринимавшимся Лави и его последователями как угроза, которая может ввергнуть искусство в отсутствие мер и критериев эстетического суждения.
Искусство, созданное группой «Скудость материала», следовало традициям американского и европейского концептуального искусства. Однако, в отличие от них, традиции «Скудости материала» были выражены, главным образом, в живописи и графике. Исследуя социологический аспект израильского искусства, Ариэла Азулай утверждала, что выбор живописи и графики ведущими СМИ — естественный шаг, тщательно направляемый такими факторами, как Сара Брейтберг-Сэмель, музей, арт-истеблишмент, а также сами художники. В самом деле, выбор работ на выставке Брейтберг-Сэмель включал только живопись и графику, несмотря на то, что авторы создали также произведения и других художественных жанров, такие, как например, фильмы и видео-арт Лави и Гарбуза, монтажные работы Михаль Нееман и многое другое. Вне музеев продолжали создаваться экспонаты авангардного искусства, инсталляции и другие концептуальные проекты, которые могли бы стать музейными экспозициями. По утверждению Азулай, такие выставки были представлены в Израиле только в 80-х годах XX века, и таким образом, тенденция, до этого затопленная в израильском искусстве, начала набирать рост и силу.
Вследствие попытки представления группы «Скудость материала» художественной правящей гегемонией и «центром» израильского искусства, многие художники оказались на периферии этого центра. Гидон Эфрат, который был в то время не только искусствоведом и независимым куратором, но и партнёром в различных художественных инициативах, на фоне «тель-авивской школы» представил «новую иерусалимскую школу», ссылаясь на термин, происходящий от метафизической христианской трактовки города Иерусалима. Основное различие между «тель-авивской» и «иерусалимской» школой, как это отражено у Сары Брейтберг-Сэмель, заключалось в определении статуса искусства по отношению к общественному пространству. В то время как «тель-авивская» группа стремилась установить традиционные определения искусства, художники «иерусалимской» группы стремились к «смешению искусства и реалий жизни». Работы таких художников, как например, Габи Клезмер и Шарон Керен («Габи и Шарон»), появились в общественном пространстве Иерусалима в виде серии экспонатов, отражающих политический «контекст» текущих событий; а Авиталь Геба и Моше Гершуни встречались с Ицхаком Бен-Аароном, председателем Гистадрута, как представители художников.
В отличие от них, «тель-авивцы» во главе с Лави разработали концепцию пуританского искусства. По их мнению, в работе должны были использоваться атрибуты пластики — цвет, линия, пятно и их соотношение с форматом самой работы. Своё отношение к политическим вопросам в рамках искусства Лави выразил в интервью 1973 года: «Если художник хочет отразить политический материал в своей работе, — добро пожаловать, но он должен чётко понимать, что название этому — плакат».
Опыт повторного рассмотрения периода принадлежит куратору выставки «Глаза страны» Элен Гинтон. Выставка состоялась в Тель-Авивском университете в 1998 году. В ответ на политические и социальные проблемы израильского общества того времени Гинтон решила продемонстрировать произведения искусства. Такая перспектива нарушала традиционное разделение между дихотомиями Гидона Эфрата и Сары Брейтберг-Сэмель. Гинтон утверждала, что это искусство развивалось после войны Судного дня, а также после политических и социальных кризисов, вплоть до 80-х годов, когда художники отказались от примирительных выставочных практик (напр., экспонатов) и вернулись к более традиционной практике художественных работ.

## «Обездоленный сабра»
Другая критика «скудости материала», политическая, была предъявлена в тезисах статьи Сары Брейтберг-Сэмель. В 1991 году её статья «Скудость материала» появилась в новой редакции, поскольку Брейтберг-Сэмель написала новое введение. Во этом введении она стремилась обострить важный аспект своих тезисов: «Поколение, выросшее после 1967 года, встретило новый этос — профессию, со всей её моралью и материализмом, с крайними социальными изменениями основ буржуазии как лидирующего класса, что является лишь одним из аспектов. Такому поколению художников трудно избавиться от унаследованных культурных образов, упомянутых в дискуссии о локальной культуре, это было трудно даже для группы „Скудость материала“, хотя это достижение, которое принадлежит ей и характеризует её. Однако, могут наступить другие времена». Отделение группой «Скудости материала» «этики» от «эстетики» акцентируется во введении как сиюминутное, используемое вне зависимости от того социального и политического поля, где оно произросло.
В 1993 году в журнале «Теория и критика» появилась статья Сары Хински «Молчание рыб: локальное и универсальное в дискурсе израильского искусства». В статье изложена критика «завуалированной тоской благодати» жалости «тель-авивцев» к самим себе. Такой самооценке Хински противопоставила политическую реальность, породившую арабо-израильский конфликт. «Обездоленный сабра, — писала Хински, — занят жалостью к самому себе по поводу его галлюцинаторных потерь, и занят до такой степени, что не слышит, как от его имени совершается массовое лишение прав собственности на протяжении всей истории лучших дней Пальмаха и молодёжных движений, которые он создал в сердце своём».